# Hexatoma lanigera
Hexatoma lanigera là một loài ruồi trong họ Limoniidae. Chúng phân bố ở miền Cổ bắc.